# 親衛隊第2師
親衛隊第2師「帝國」（德語：2. SS-Division 'Das Reich'，或又譯為「國家師」）是第二次世界大戰時期納粹德國武裝親衛隊的一個裝甲師，帝國師在武裝親衛隊38個師中被認為屬精英單位，其代表符號為「狼之鉤」（Wolfsangel）。
帝國師參與了入侵法國的行動，也投入過東線幾場主要戰鬥中，包括在庫斯克會戰的普羅霍夫卡戰役裡與蘇軍的第5近衛戰車軍團戰鬥。之後，帝國師被送往西線，投入諾曼第的戰鬥，並參與了突出部戰役，最終於匈牙利和奧地利戰鬥至戰爭結束。
戰爭結束後，紐倫堡法庭視親衛隊為犯罪組織，而國家師也因其於法國格拉訥河畔奧拉杜爾犯下的屠殺行動被起訴。

## 歷史

### 戰爭初期
1939年8月，阿道夫·希特勒組建了「阿道夫·希特勒衛隊」和親衛隊特務部隊（SS-Verfügungstruppe）兩支準軍事單位，它們皆隸屬於國防軍陸軍總司令部的指揮下。當戰爭爆發時，德軍共有四個團級親衛隊部隊，分別為：「希特勒衛隊」（Leibstandarte）、「德國」（Deutschland）、「日耳曼尼亞」（Germania）以及自奧地利組建的新團—「元首」團（Der Führer，然而該團並未做好戰鬥準備）。在波蘭戰役中，儘管親衛隊部隊渴望戰鬥的熱誠並未令人懷疑，但幾個事件中仍可看出其戰鬥效率不高。國防軍最高統帥部的報告中指出，親衛隊特務部隊常冒著不必要的風險暴露自己的位置、莽撞行事，招致了比陸軍還要高的傷亡率。它們同時也表示，親衛隊特務部隊訓練不紮實，其軍官也不適任。對此，親衛隊特務部隊則表示自己被國防軍命令進行零碎的戰鬥，令它們無法作為一個完整編隊來行動，而裝備亦不適當，讓它們難以完成被交代的任務。親衛隊最高領導人海因里希·希姆萊堅持親衛隊特務部隊應以它們自己的方式來編組，並聽從自己部門下的指揮官的命令，而最高統帥部則嘗試將親衛隊特務部隊完全解散。希特勒則不願同時得罪國防軍和希姆萊，他的處置方式是下令親衛隊特務部隊組編而自己的師，但仍必須聽從陸軍的指揮。
1939年10月，「德意志」、「日耳曼尼亞」和「元首」等團組成了親衛隊特務師（SS-Verfügungs Division），參與了1940年進攻西方國家的戰鬥。親衛隊師第一項任務是攻擊荷蘭中部戰線和鹿特丹，在奪取鹿特丹後，該師連同其他陸軍師展開攔截法軍的行動，迫使後者往泽兰與安特衛普退卻，接著掃蕩德軍佔領地中各個被孤立口袋中的敵軍部隊。親衛隊師接著被轉往法國，用於撕裂敵軍堅強的運河防線，並參與了攻下巴黎的行動。戰役結束時，該師已往西班牙邊境進發。

### 入侵蘇聯

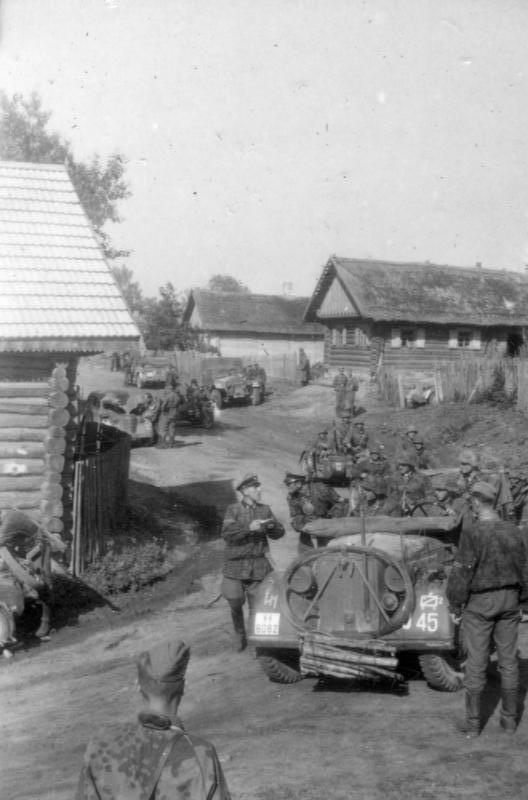
1941年，東線的國家師

法國戰敗後，該師被部署於法國境內，準備投入進攻英國的行動。「日耳曼尼亞」團則從該師中調出，作為新組建的親衛隊師—第5師「日耳曼尼亞師」（後改名為「維京師」）的核心，而取代其第3團位置的則是從骷髏總隊調來的親衛隊第11團。重組的部隊採用了摩托化師的裝備，並重新命名為親衛隊摩托化步兵師「國家師」（SS-Infanterie-Division (mot.) Reich）。1941年3月，國家師被調往羅馬尼亞參加入侵南斯拉夫和希臘的行動。同年4月，國家師在南斯拉夫戰役中奪取了南國首都——貝爾格勒。
1941年4月12日上午，高級突擊隊領袖弗里茨·克林根伯格與他的摩托突擊連自潘切沃沿著多瑙河沿岸往貝爾格勒前進。強渡該河後，柯林根堡帶著僅六名部屬繼續往貝爾格勒市中心前進。很快地進入該城後，柯林根堡遭遇到20名南軍士兵，但不費一槍一彈，後者就投降了。獲得些許增援後，「國家師」的分遣部隊守住該城、擊退南軍的反擊，之後在該國大使館上升起了大面的卐字旗，宣告此城已落入德軍手中。兩小時後，貝爾格勒市長抵達大使館，向柯林根堡代表本城已投降。隔天，大規模德軍抵達該城。由於奪取貝爾格勒的功績，柯林根堡受獲騎士鐵十字勳章。
奪取貝爾格勒後，國家師轉調到波蘭地區，參加即將展開的對蘇作戰——「巴巴羅薩作戰」。東線入侵階段期間，國家師配屬於德國中央集團軍下，並參與了斯摩稜斯克附近的葉利尼亞戰役以及進攻莫斯科的行動。儘管德軍在對蘇戰爭初期尚算順利，但對於武裝親衛隊來說已經付出了極高昂的代價，國家師已損失了60％的實力，但還是參加了莫斯科會戰，在蘇軍的反攻中受到重創，6月時尚有2,000人實力的「元首」團在現在已減少到35人上下。國家師自看得見蘇聯首都的位置，因天氣、大量的損失和敵軍的反攻而被迫後撤。

### 法國休整
歷經一番血腥戰鬥的國家師於1942年被送往法國整備，編制為裝甲擲彈兵，有些兵力留在東線，組成了「奧斯登多夫」戰鬥群（Kampfgruppe Ostendorf），該戰鬥群一直到6月才與師部重新會合。
1942年11月，國家師部份士兵執行了合併維希法國的安東方案，並在土倫試圖阻止法國海軍將其艦隊自沉，但任務以失敗告終。不久該師再度重新命名，取作親衛隊裝甲擲彈兵師「國家」。

### 重返東線

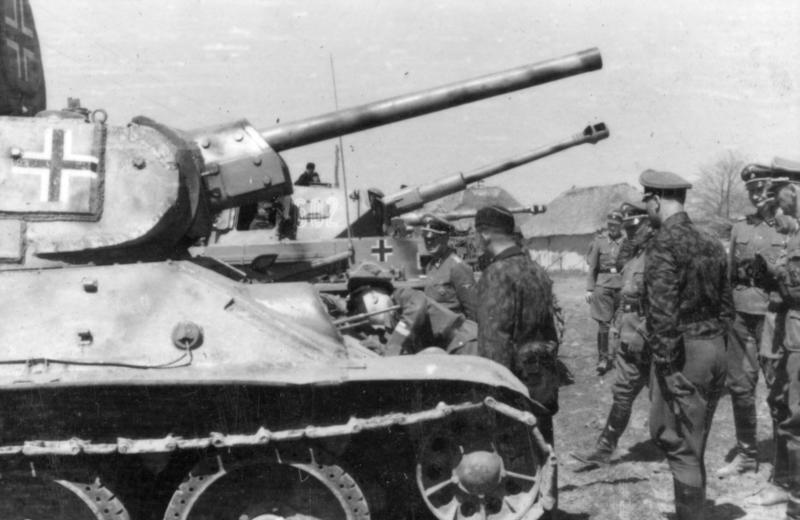
1943年4月，國家師利用繳獲蘇軍的大量T-34，組成了親衛隊第2戰車團。

1943年初，國家師調回東線戰場，協助重組哈爾科夫一帶的中央防線。第三次哈爾科夫戰役後，國家師連同其他數個師被投入於大規模的進攻作戰—「堡壘行動」，德軍將自兩方夾擊蘇軍中央突出部，而國家師隸屬於南部的部隊。行動展開後，國家師推進了突出部南方約64公里，但攻勢行動沒多久就結束了。不久，蘇軍展開了「別爾哥羅德-卡爾科夫攻勢」，國家師受命阻滯其行動，與骷髏師一起，國家師對蘇軍兩個突破德軍防線的戰車軍團發動反攻。這場戰鬥中德軍親衛隊師摧毀了大量的蘇軍裝甲車輛，約超過800輛戰車，但隨後蘇軍獲得增援，擋住了德軍的反攻。

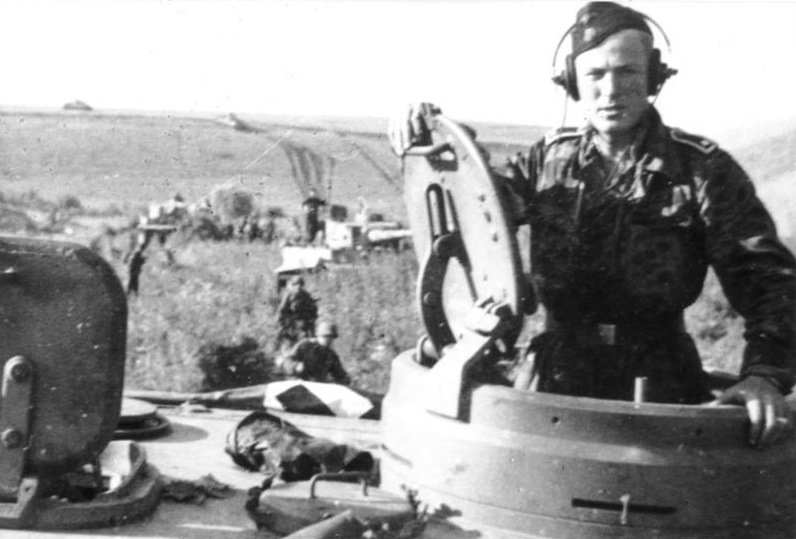
1943年7月於庫斯克，國家師的虎式戰車

經過短暫而激烈的戰鬥後，國家師再度進行重整工作，這時國家師已被轉為裝甲師，正式全稱為「親衛隊裝甲師『國家』」（SS Panzer Division Das Reich）。改編期間，國家師留下其部份單位於東線，名為「國家戰鬥群」（Kampfgruppe Das Reich），又名為「蘭姆丁戰鬥群」（Kampfgruppe Lammerding）。該師修整期間調往西線，並參加了圍剿法國境內游擊隊的行動，其中還發生了格拉訥河畔奧拉杜爾的屠殺事件。
1943至1944年期間的冬季，蘇軍對中央戰線發動了大規模的冬季攻勢，包圍了眾多的德軍單位，國家戰鬥群即為其中一支，親衛隊第2裝甲軍發動突擊，勉強救出了國家戰鬥群的幾支單位。1944年2月，該戰鬥群轉調法國加入該地的國家師，同樣地，國家師留下了一支小單位於東線，並命名為「魏丁格爾戰鬥群」（Kampfgruppe Weidinger），隨後撤退至赫梅利尼茨基與捷尔诺波尔。國家師的大部份單位轉駐於法國南部城鎮圖盧茲以北的蒙托邦，取得新裝備和在當地訓練新兵。

### 調往西線

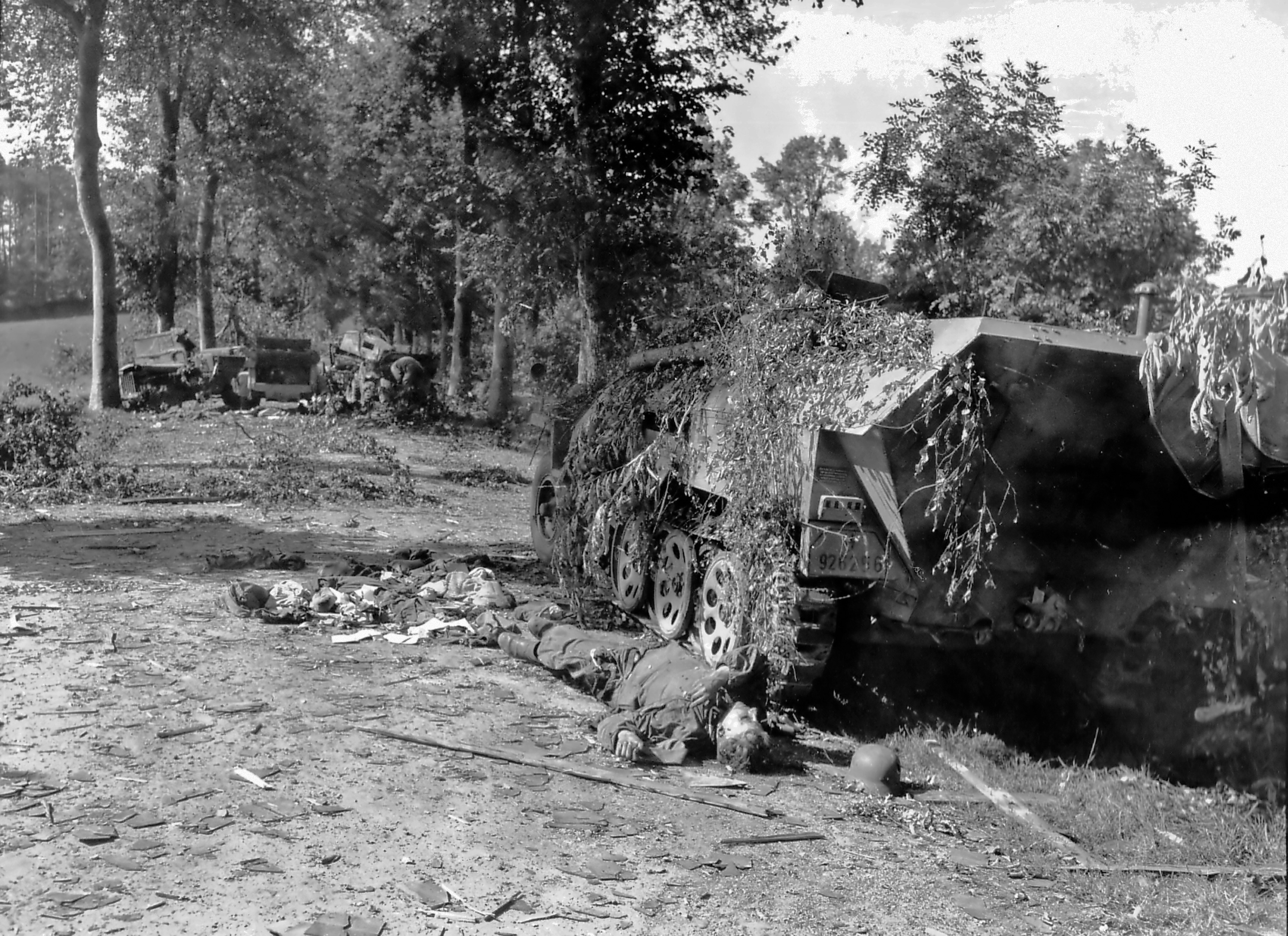
1944年8月12日，於莫爾坦附近的國家師，部份裝備了SdKfz 251半履帶車

當國家師接獲駛往諾曼底戰場的命令後，因為受到英軍SOE特種部隊和法國地下反抗組織的阻擾而延遲了15天才集結完成，這15天對盟軍是否能在諾曼底戰役獲得勝利頗有影響。
在盟軍入侵法國諾曼底後，國家師受命阻滯盟軍的推進，並於圣洛附近與德軍精銳的裝甲教導師對抗美軍。國家師下的戰車車長恩斯特·巴克曼在此役中出名，他在一場小型戰鬥中摧毀了大量的美軍戰車，該戰地即被稱之「巴克曼之角」。國家師收復了莫爾坦（Mortain），但之後又因為盟軍欲將該師連同其他德軍單位包圍於「法萊斯口袋」的企圖逐漸明朗化，國家師被迫撤退。有賴於國家師與親衛隊第9師的奮戰，許多德軍部隊才得以逃出口袋、朝東方撤退。
國家師先是跨越塞納河，接著撤至德國本土的齊格菲防線之後。國家師接著參與了「突出部戰役」，將穿越阿登森林，往安特衛普進發，行動自1944年12月16日發起。在通過默茲河37公里後，國家師於12月25日在马奈一帶被阻滯，並漸漸被盟軍的反攻所擊退。

### 中歐鏖戰
攻勢終止後，國家師轉調回德國重整，接著又參與了德軍的新攻勢——康拉德行動，以突破蘇軍對布達佩斯城的包圍。這攻勢同樣也被遏止，國家師又被迫西撤，於3月中加入巴拉頓湖的攻勢。攻勢又遭失敗，國家師也繼續連續征戰數星期，邊打邊退，從維也納撤退至林茲以北，最後於當地在1945年5月時向美軍投降。

### 功勳

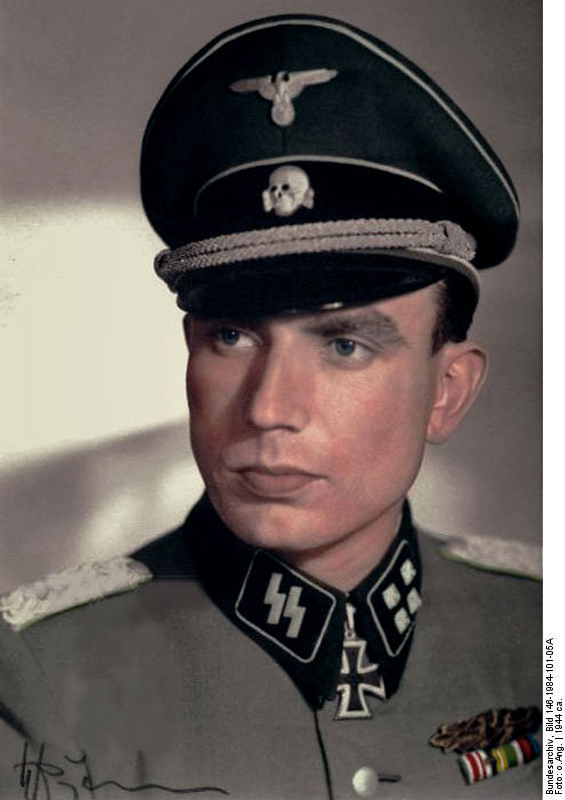
奧托·魏丁格爾

國家師成員共有69位騎士鐵十字勳章、151位金質德意志十字勳章和29位荣誉勋饰獲得者。其中有3位是寶劍級、10位是橡葉級騎士鐵十字勳章擁有者。隨著時間過去，該單位越來越多的更高級的勳獎獲得者，令該師超過其他武裝親衛隊師。
該師的戰車團（親衛隊第2戰車團）在111星期的戰鬥中誕生了20名騎士鐵十字勳章、17名金質德意志十字勳章獲得者，以損失500輛戰車的代價，摧毀了敵軍1,730輛戰車與突擊砲。該單位在其戰鬥全期共摧毀敵軍超過2,000輛戰車，超過其他所有的德軍野戰師。前元首團團長、亦是第2戰車團最後一任團長奧托·魏丁格爾（Otto Weidinger）也撰寫了5冊國家師的戰史，並加以出版。

## 戰爭罪行

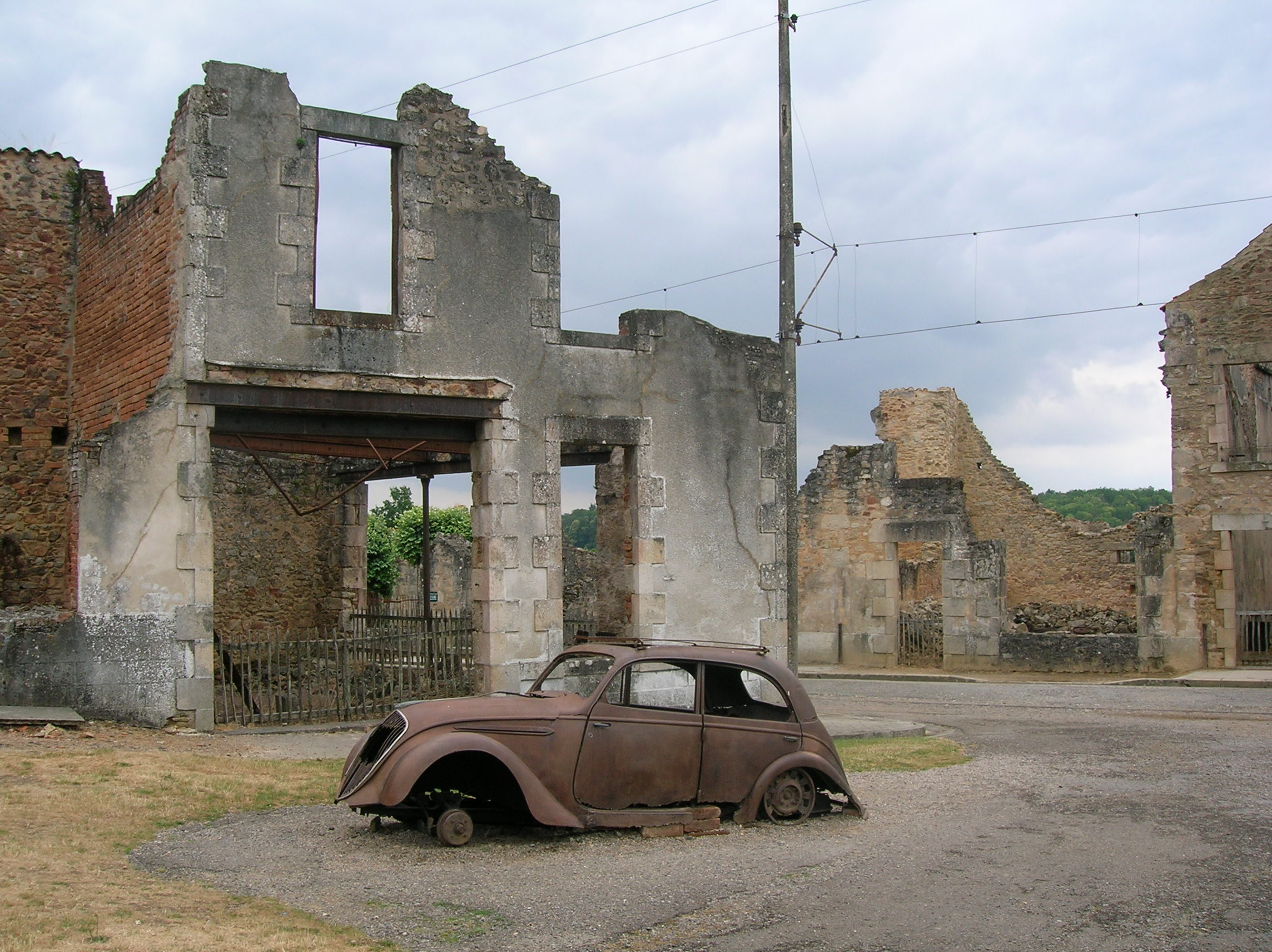
奥拉杜尔大屠杀遺跡

國家師於1944年6月10日在法國利穆贊地區屠殺了642位格拉訥河畔奧拉杜爾的村民。指揮該師第4裝甲擲彈兵「元首」團第1營的親衛隊少校阿道夫·戴克曼在本次屠殺中附有主要責任，他表示這是對蒂勒附近的法國游擊隊公正的報復，後者還綁架了親衛隊少校海爾穆特·坎普菲（Helmut Kämpfe），即便當時德國已因為馬基（Maquis，法國於二戰組建的反納粹游擊隊）造成40名士兵傷亡而在「蒂勒屠殺案」中殺害了99名法國人。德國當局曾有意見要將戴克曼因屠殺案而起訴，但在那之前該人即於戰鬥中陣亡。1953年1月12日，此案於波尔多召開軍事法庭審理，審理當時曾參與的200人中、現今亦存活的65人。僅21人到場，其中7人為德國人，另外14人為阿尔萨斯的法籍德裔人。2月11日，20名被告被宣判有罪。2011年12月，德國警察動身前往該師六位前成員（皆85或86歲）的家中，以確認當時這些人扮演了怎麼樣的角色。

## 指揮官
- 親衛隊一級上將 保羅·豪塞爾，1939年10月19日–1941年10月14日
- 親衛隊上將 威廉·畢特里希，1941年10月14日–1941年12月31日
- 親衛隊上將 马蒂亚斯·克莱因海斯特坎普，1941年12月31日–1942年4月19日
- 親衛隊上將 格奧爾格·開普勒，1942年4月19日–1943年2月10日
- 親衛隊少將 赫柏特-恩斯特·法爾，1943年2月10日–1943年3月18日
- 親衛隊准將 庫爾特·布拉斯克，1943年3月18日–1943年3月29日
- 親衛隊上將 瓦爾特·克呂格，1943年3月29日–1943年10月23日
- 親衛隊少將 海因茲·拉梅爾丁，1943年10月23日–1944年7月24日
- 親衛隊中校 克里斯坦·提克森，1944年7月24日–1944年7月28日
- 親衛隊少將 奧托·包姆，1944年7月28日–1944年10月23日
- 親衛隊少將 海因茲·拉梅爾丁，1944年10月23日–1945年1月20日
- 親衛隊上校 卡爾·克虜茲，1945年1月20日–1945年1月29日
- 親衛隊中將 威爾納·歐斯登多夫，1945年1月20日–1945年3月9日
- 親衛隊上校 魯道夫·賴赫曼，1945年3月9日–1945年4月13日
- 親衛隊上校 卡爾·克虜茲，1945年4月13日–1945年5月8日[13]

## 戰鬥序列

### 1941–1942
- 「德意志」親衛隊步兵團
- 「元首」親衛隊步兵團
- 第11親衛隊步兵團
- 第2親衛隊砲兵團
- 第2親衛隊突擊砲連
- 第2親衛隊摩托化營
- 第2親衛隊偵搜營
- 第2親衛隊戰車獵兵營
- 第2親衛隊工兵營
- 第2親衛隊信號營
- 第2親衛隊火箭砲營
- 第2親衛隊補給營
- 第2親衛隊醫護營
- 第2親衛隊後備營

### 1944–1945
- 第2親衛隊戰車團
- 第3親衛隊裝甲擲彈兵團「德意志」
- 第4親衛隊裝甲擲彈兵團「元首」
- 第2親衛隊裝甲砲兵團
- 第2親衛隊摩托化營
- 第2親衛隊偵搜營
- 第2親衛隊戰車獵兵營
- 第2親衛隊突擊砲營
- 第2親衛隊高射砲營
- 第2親衛隊工兵營
- 第2親衛隊信號營
- 第2親衛隊火箭砲營
- 第2親衛隊補給營
- 第2親衛隊整備營
- 第2親衛隊醫護營[14]

## 資料來源
1. ↑  「狼之鉤」標誌
2. 1 2 3 4 5 6  Flaherty, p 149.
3. ↑  Windrow, pp 7-8.
4. ↑  Flaherty, p 152.
5. ↑  Flaherty, p 163.
6. ↑  Blau (1953), 5–7 （页面存档备份，存于）
  - Svolopoulos (1997), 288
7. ↑  Heaton, Colin D. . World War II Magazine.   [17 March 2009]. （原始内容存档于2009-04-25）.
8. ↑  Flaherty, p. 168.
9. ↑  參見Vickers的著作
10. ↑  Fey p351.
11. ↑  Weidinger, Otto: Division Das Reich, Munin Verlag.
12. ↑  .   [2012-09-02]. （原始内容存档于2015-09-25）.
13. ↑  .   [2012-09-02]. （原始内容存档于2010-12-08）.
14. ↑  .   [2019-02-05]. （原始内容存档于2016-08-25）.